# 本行寺 (勝浦市)

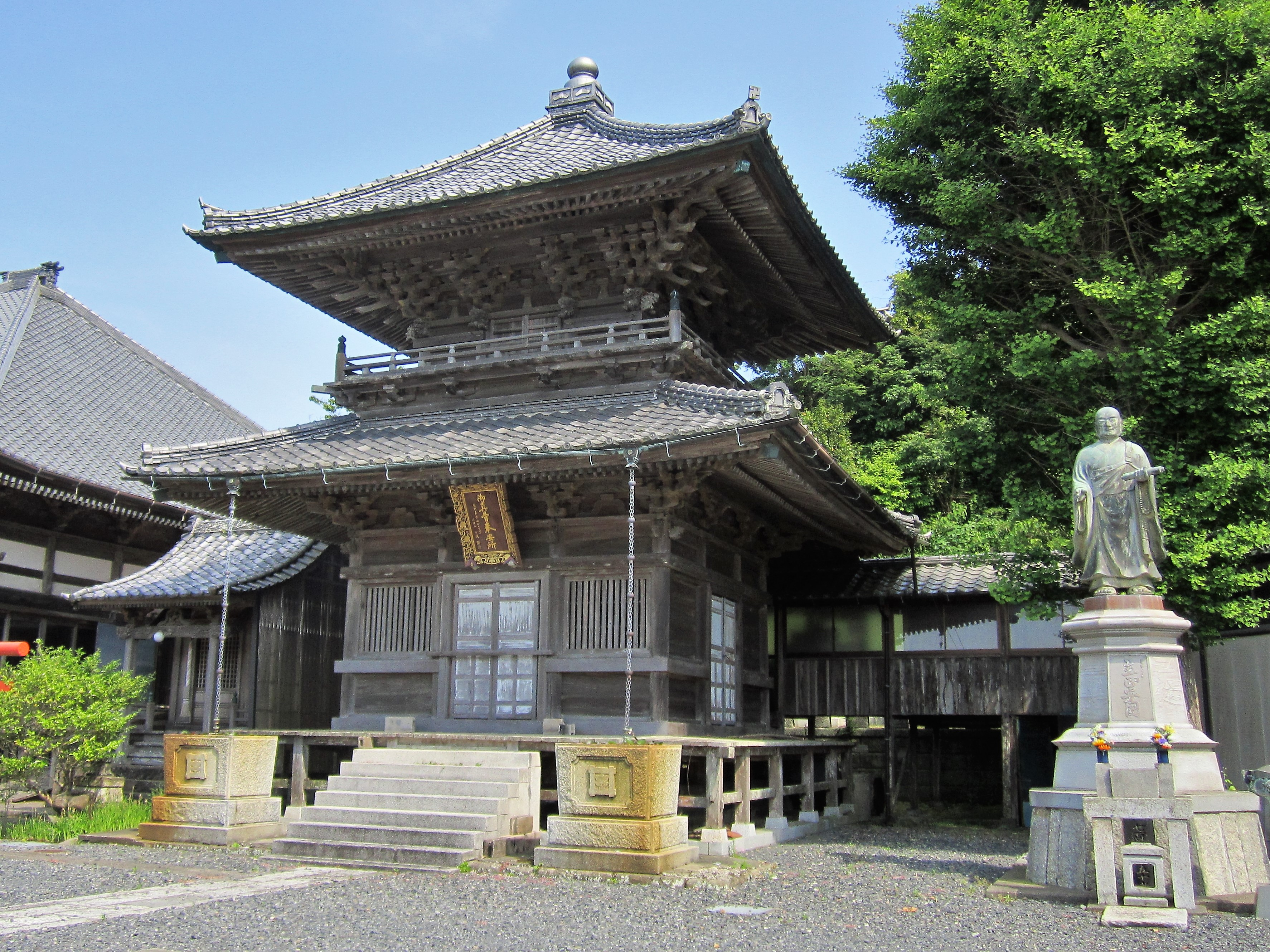
本行寺釈迦堂

本行寺（ほんぎょうじ）は、千葉県勝浦市浜勝浦にある日蓮宗の寺院。釈迦堂は勝浦市指定文化財。松尾芭蕉の句碑がある。山号は長寿山。旧本山は池上本門寺、池上・中延法縁。

## 歴史
暦応2年（1339年）日続が真言宗から日蓮宗に改めた。享保8年（1723年）大田区の本門寺より立正大師日蓮の歯が分与され奉安された。

### 勝浦市指定文化財
- 本行寺釈迦堂　重層方形造の三間堂。上層は禅宗様。釈迦如来像と日蓮の歯を祀る。

## 周辺施設
- 遠見岬神社　社殿は嘉永2年（1849年）造営。

## 参考資料
- 日蓮宗寺院大鑑編集委員会『宗祖第七百遠忌記念出版 日蓮宗寺院大鑑』大本山池上本門寺 (1981年)

座標: 北緯35度8分50.6秒 東経140度18分58.4秒 / 北緯35.147389度 東経140.316222度